# فرودگاه تاوائو
فرودگاه تاوائو (به انگلیسی: Tawau Airport) (به زبان بومی: Lapangan Terbang Tawau) یک فرودگاه همگانی مسافربری با کد یاتا TWU است که یک باند فرود آسفالت دارد و طول باند آن ۲۶۸۲ متر است. این فرودگاه در کشور مالزی قرار دارد و در ارتفاع ۱۷ متری از سطح دریا واقع شده است.

## شرکت‌های هواپیمایی و مقصدهای پروازی
| شرکت‌های هواپیمایی                 | مقصدهای پروازی                   |
| --------------------------------- | -------------------------------- |
| ایرآسیا                           | ثنای، کوتا کینابالو، کوالالامپور |
| مالزی ایرلاینز                    | کوتا کینابالو، کوالالامپور       |
| مالزی ایرلاینز اجرا توسط MASwings | کوتا کینابالو، سانداکان، یوواتا  |